# Gauche démocrate et républicaine
Det demokratiske og republikanske venstre (GDR) (fransk: Gauche démocrate et républicaine) er en politisk gruppe i den franske nationalforsamling, der blev oprettet i 2007.
Gruppen var tidligere kendt som den Kommunistiske gruppe. 

## Efter valget i 2007
Ved valget i 2007 fik gruppen 21 medlemmer. De fordelte sig således:
- Forbundet for et socialt og økologisk alternativ (FASE): 3 medlemmer.
- Venstrepartiet (PG): 3 medlemmer.
- Det franske kommunistparti (PCF): 12 medlemmer.
- Konventet for et progressivt alternativ (CAP): 1 medlem.
- Deputerede fra Réunion og Martinique: 2 medlemmer.

## Efter valget i 2012
Ved valget i 2012 fik gruppen 15 medlemmer. De fordelte sig således:
- Forbundet for et socialt og økologisk alternativ (FASE): 2 medlemmer.
- Venstrepartiet (PG) og Uafhængige venstre (DVG): 1 medlem.
- Det franske kommunistparti (PCF): 7 medlemmer.
- Deputerede fra Fransk Guyana, Réunion og Martinique: 5 medlemmer.

## Efter valget i 2017
Ved valget i 2017 fik gruppen 15 medlemmer. De fordelte sig således:
- Det franske kommunistparti (PCF): 11 medlemmer.
- Deputerede fra Fransk Guyana, Réunion og Martinique: 4 medlemmer.

## Efter valget i 2022
Ved valget i 2022 fik gruppen 22 medlemmer. 
De tilhørte en fløj af valgalliancen NUPES.